# Església parroquial de Sant Domènec (Vilamalur)
L'església parroquial de Sant Domènec, a Vilamalur, a la comarca de l'Alt Millars a Castelló, és un lloc de culte declarat de manera genèrica Bé de Rellevància Local, en la categoria de Monument d'interès local, segons la Disposició Addicional Cinquena de la Llei 5/2007, de 9 de febrer, de la Generalitat, de modificació de la Llei 4/1998, d'11 de juny, del Patrimoni Cultural Valencià (DOCV Núm. 5.449 / 13/02/2007), amb codi autonòmic 12.08.131-002.
Es tracta d'un temple pertanyent a la Bisbat de Sogorb-Castelló, que pertany a l'arxiprestat de La nostra Senyora Verge de l'Esperança, amb seu a Onda.
L'església fou fundada pels dominics de Aiódar i presenta una planat d'una única nau (amb coberta de volta de canó, il·luminada per llunetes), amb quatre crugies, sense creuer, però amb capelles laterals.
L'edifici és del segle xviii i està dedicat a sant Domènec de Guzmán, patró de Vilamalur. A l'església es venera també a la patrona de la localitat, la Verge dels Desemparats, que també té al poble un retaule ceràmic en la font del poble.
El temple té un aspecte exterior sobri, en el qual destaquen d'una banda la ubicació del rellotge, i per un altre la presència d'una esvelta torre campanar.
Respecte al seu interior, destaca el retaule de l'altar major, obra de recent creació, ja que fins a setembre de l'any 2012 el temple mancava d'un element ornamental i de culte d'aquestes característiques. Gràcies al protocol signat entre el president de la Diputació en aquest moment, Javier Moliner, i l'alcalde de la població en 2012, Lorenzo Gimeno, es va produir el compromís de la Diputació de finançar la construcció del retaule de l'altar major.